# Reserva natural Chocoyero-El Brujo
Reserva Natural Chocoyero-El Brujo es un área protegida de Nicaragua reconocida como reserva natural y refugio de vida silvestre situada en municipio de Ticuantepe en el departamento de Managua de este país centroamericano. Es una selva tropical que consta de 455 acres (1.8 kilómetros cuadrados) siendo una de las más pequeñas en tamaño. 
Fue declarada reserva natural en 1993 y es administrada por el Ministerio del Ambiente y los Recursos Naturales (MARENA).